# 72 Samodzielna Kompania Czołgów Rozpoznawczych

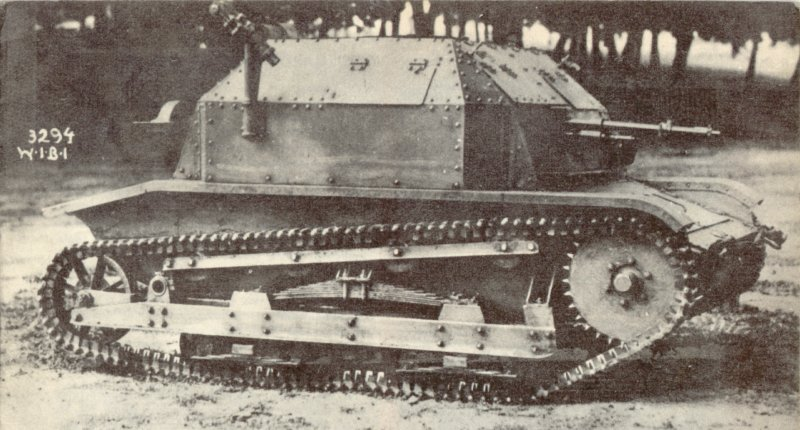
czołg TK-3 – czołg podstawowy kompanii

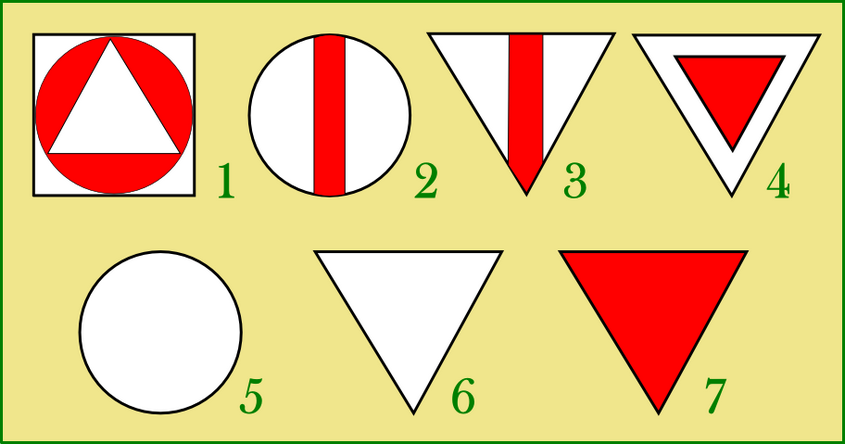
Znaki taktyczne malowane na czołgach lekkich i rozpoznawczych

72 Samodzielna Kompania Czołgów Rozpoznawczych – pancerny pododdział rozpoznawczy Wojska Polskiego II Rzeczypospolitej.
Kompania nie występowała w pokojowej organizacji wojska. Została sformowana w sierpniu 1939 roku w Poznaniu w grupie jednostek oznaczonych kolorem żółtym z przeznaczeniem dla Armii „Poznań” – 17 DP, przesunięta 1 września do 26 DP. Jednostką mobilizującą był 1 batalion pancerny. Na wyposażeniu posiadała 13 czołgów rozpoznawczych TK-3.

## 72 skczr w kampanii wrześniowej
Po mobilizacji kompania skierowana została do rejonu Miłosławia. Razem z samodzielną kompanią cekaemów oraz batalionem piechoty stanowiła skład oddziału wydzielonego 14 Dywizji Piechoty. OW utrzymywał przeprawy na Warcie w rejonie Nowego Miasta.
Rankiem 1 września w Miłosławiu załadowano kompanię na wagony i przewieziono ją w rejon Szubina, gdzie pozostawała w dyspozycji dowódcy 26 DP, w trakcie załadowania na transport, poległo dwóch żołnierzy w wyniku ataku lotniczego. 2 września 72 kompania przebywała w odwodzie dywizji w rejonie Żarczynie koło Wapna.
3 września kompania prowadząc rozpoznanie kierunku Nakła weszła w styczność bojową z oddziałami rozpoznawczymi niemieckiej 208 Dywizji Piechoty. Następnego dnia osłaniała przeprawy na Noteci ubezpieczając odwrót 18 pułku piechoty, by wieczorem wycofać się do Szubina. 5 września kompania stacjonowała w lasach łabiszyńskich koło Arnoldowa, jako odwód 26 DP odtwarzając sprawność bojową.
W kolejnych dniach kompania wycofywała się razem z pododdziałami 18 pp przez Szubin, Łabiszyn i Barcin do Inowrocławia. Podczas przemarszu przez Inowrocław niemieccy dywersanci ostrzelali polskie kolumny. W wyniku ostrzału, pluton techniczno–gospodarczy stracił 2 zabitych i 2 rannych.
7 września 26 Dywizja Piechoty, a z nią 72 skczr, została podporządkowana Armii „Pomorze”. Kompania wraz z kolarzami dywizyjnymi stanowiła straż przednią dywizji w przemarszu do rejonu Lubrańca i dalej (9 września) w kierunku Izbicy.
10 września kompania wraz z 81 samodzielną kompanią czołgów rozpoznawczych weszła w skład zgrupowania zmotoryzowanego dywizji i przemieszczały się po trasie Sułkowo-Rogoźno-Łanięta. 13 września kompania została bezpośrednio podporządkowana dowództwu Armii „Pomorze”. 15 września kompanie 72 i 81 zostały ponownie podporządkowane dowództwu 26 Dywizji Piechoty.
Następnego dnia czołgi obu tych kompanii oraz 82 kompanii czołgów rozpoznawczych wzięły udział w walce o las majątku Broki, uderzając na znajdujące się tam pozycje niemieckiego 74 pp. Pozbawione dostatecznego wsparcia artylerii i piechoty, tankietki musiały się jednak wycofać. 72 kompania straciła 2 czołgi.
17 września oddziały dywizji zostały zaatakowane przez czołgi 1 pułku pancernego niemieckiej 1 DPanc. W walce wzięły udział obie kompanie czołgów wspierające 10 pułk piechoty i 37 pułk piechoty. Straty były bardzo duże. 82 kompania przestała praktycznie istnieć, a 72 kompania straciła kilka czołgów wraz z załogami.
18 września reszta kompanii dotarła do lasu koło wsi Budy Stare, gdzie w wyniku nalotu niemieckiego straciła kolejny czołg. Próby dalszego marszu ku Bzurze nie powiodły się. Postanowiono zniszczyć sprzęt ciężki i pieszo kontynuować marsz. W trakcie przeprawy przez Bzurę poległ ppor. K. Sadowski i kilku żołnierzy.
Po przeprawieniu się przez Bzurę reszta żołnierzy w zwartej grupie dołączyła do oddziałów przebijających się przez Puszczę Kampinoską i wraz z nimi dotarła do Warszawy. Tam wcielono ich do batalionu obrony mostów dowodzonego przez kpt. A. Krzyżanowskiego.

## Obsada personalna
Obsada w dniu 1 września 1939 roku:
- dowódca kompanii – kpt. Lucjan Szczepankowski
- dowódca I plutonu – por. Jan Sikorski
- dowódca II plutonu – ppor. rez. Konstanty Sadowski (poległ 18.09.1939)
- dowódca plutonu techniczno-gospodarczego – por. Władysław Niemirski

## Skład kompanii
Poczet dowódcy
- gońcy motocyklowi
- drużyna łączności
  - patrole:

radiotelegraficzny
łączności z lotnictwem
- sekcja pionierów

Razem w dowództwie
1 oficer, 7 podoficerów, 21 szeregowców;
1 czołg, 1 samochód osobowo terenowy, 2 samochody z radiostacjami N.2, furgonetka, 4 motocykle.
Dwa plutony czołgów, w każdym:
1 oficer, 7 podoficerów, 7 szeregowców
6 czołgów, 1 motocykl, przyczepa towarzysząca
Pluton techniczno – gospodarczy
- drużyna techniczna
- drużyna gospodarcza
- załogi zapasowe
- tabor

Razem w plutonie
1 oficer, 13 podoficerów, 18 szeregowców
5 samochodów ciężarowych, samochód-warsztat, cysterna, 1 motocykl, transporter czołgów, 2 przyczepy na paliwo, kuchnia polowa